# Athylia signata
Athylia signata är en skalbaggsart som först beskrevs av Maurice Pic 1926.  Athylia signata ingår i släktet Athylia och familjen långhorningar. Inga underarter finns listade.